# Айфель
Айфель (нім. Eifel) — низькогірне пасмо на заході Німеччини та на сході Бельгії, що прямує через південний захід Північного Рейну — Вестфалії та північний захід землі Рейнланд-Пфальц між Ахеном на півночі та Тріром на півдні, та південь німецькомовної спільноти Бельгії.
Айфель є частиною Рейнського масиву; на півночі розташований Національний парк Айфель.

## Географія

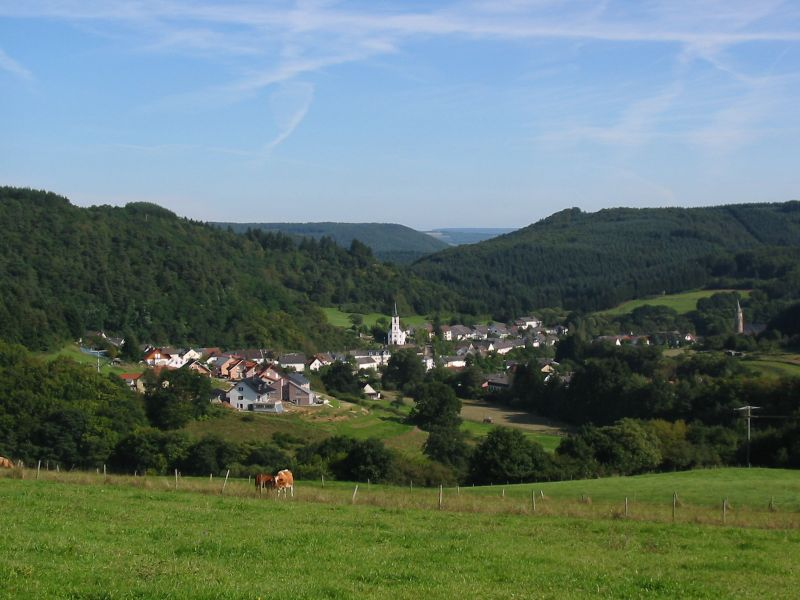
Типове село у Південному Айфелі

### Розташування
Гори Айфель обмежені річкою Мозель з півдня та Рейном на сході. На півночі вони межують з горами Хоес-Фенн (Hohes Venn), на заході — з Арденнами Бельгії та Люксембургу.

### Топографія
Айфель розташовано на частині Рейнського масиву, що класифікується як пенеплен та утворився внаслідок ерозії древніх гір часів Герценського орогенезу і подальшого підняття. 
Окремі гірські пасма, заввишки до 700 м,
такі як Шнайфель та Високий Фенс, височіють над західною частиною плато. 
У східній частині, у Високому Айфелі та Вулканічному Айфелі, 
окремі шлакові конуси та базальтові куппени, 
як Хое-Ахт та Ернстберг, 
утворилися в результаті вулканізму у третинному та четвертинному періодах і 
піднімаються над горбистою рівниною.
Ріки, що впадають у Мозель, Рейн і Маас, такі як Ур, Кілль, Ар, Брольбах і Рур, врізалися глибоко в плато і утворили великі долини.
Ейфель займає площу 5300 км² і географічно поділений на Північний та Південний Ейфель. 
Далі існує поділ на кілька природних регіональних ландшафтів,
деякі з подальшими підрозділами.

### Національні та природні парки
З 2004 року на частині Північного Айфеля було утворено Айфельський національний парк. 
З півночі на південь в Айфелі також є чотири природні парки: Рейнланд, Високий Фенс-Айфель, Вулканічний Айфель, Південний Айфель, хоча перший з перелічених парків простягається лише до північного передгір’я Айфеля.

### Поділ
У горах Айфель виділяють декілька окремих пасом:
- Найпівнічніша частина має назву Північний Айфель (Nordeifel) та має у своєму складі Рур-Айфель[en], Високий Фенс ("Хохес Венн") та Вапняковий Айфель (Калькейфел).
- Північно-східна частина має назву височина Ар[en] [1] (нім. Ahrgebirge) і піднімається на північ від річки Ар у районі Арвайлер.
- На південь від річки Ар простягається пасмо Hohe Eifel («Високий Айфель») з найвищою з гір Айфель вершиною Гоге-Ахт[en]  747 м;
- На заході, уздовж кордонів з Бельгією, тягнеться пасмо Шнайфель (Schneifel, можливо від нім. Schnee-Eifel — «Сніжний Айфель») висотою до 698 м. На кордоні з Люксембургом гори звуться Islek (Іслек);
- Південна частина гір Айфель нижче решти пасма, її перетинають декілька річок, що протікають з півночі на південь до річки Мозель. Найбільша з них — річка Кілл, гори обабіч її називаються Kyllwald (Кільвальд);
- На півдні гори Айфель закінчуються пасмом Форайфель (нім. Voreifel) та річкою Мозель.
- Вулканічний район Айфель — в центрі південної частини гір Айфель, відомий своїми маарами.
- Неподалік від міста Бонна розташований діючий вулкан — маар озеро Лаах (англ. Laacher See). 2007 року з кратерного озера почалися виходи вуглекислого газу. У ході вивчення околиць вулкана з'ясувалося, що низовина, в якій розташований маар, є давньою кальдерою супервулкана, останнє виверження якої відбулося близько 13 000 років тому (фреатичне).

## Цікаві факти
- Назва цієї німецької області, у французькій транскрипції «Ейфель», дала нове ім'я для родини Гюстава Ейфеля, уродженого Бонікгаузен (Bönickhausen); його предок, який переселився у Францію, походив з Айфеля.
- 2004 року близько 110 км ² було виділено під національний парк Айфель.
- У горах Айфель знаходиться Нюрбургрінг, одна з найвідоміших гоночних трас у світі. Її північну петлю Нордшлайфе (нім. Nordschleife) через довгу, складну та небезпечну ділянку траси, що проходить через ліс, також називають «Зеленим пеклом» (нім. Grüne Hölle).
- Цікавою історичною пам'яткою Айфеля є акведук Айфель — один з найдовших римських акведуків, що свого часу постачав водою місто Кельн.